# Thimi Mitko
Thimi Mitko właśc. Efthim Mitko (ur. 1820 w Korczy, zm. 22 marca 1890 w Bani Suwajf) – albański poeta i folklorysta, działacz narodowy.

## Życiorys
Był najstarszym z siedmiorga dzieci Kosty Mitko. Kształcił się w szkole greckojęzycznej w Korczy. W 1850, kiedy jego wuj Peti Mitko został zmuszony do emigracji przez władze osmańskie, Thimi wyjechał razem z nim początkowo do Aten, a następnie do Wiednia. W Wiedniu pracował jako krawiec, w tym czasie nawiązał współpracę z albańskimi działaczami narodowymi - Jeronimem de Radą i Demetrio Cameradą. W tym czasie zainteresował się albańskim folklorem i zaczął zbierać pieśni albańskie. W 1865 wyjechał do Egiptu, gdzie w Bani Suwajf założył dobrze prosperującą firmę handlową. Współpracował z Jeronimem de Radą redagując wydawane w Egipcie czasopismo Fiamuri Arbërit. W 1878 opublikował w czasopiśmie grecko-albańskim zbiór 505 pieśni albańskich i 39 bajek. Zbiór nosił tytuł Bleta Shqiptare (Alvanike Melissa, Albańska Pszczoła). 
Mitko był zwolennikiem przeprowadzenia powstania w Albanii i jej oddzielenia się od Turcji osmańskiej. Z uwagi na słabość państwa albańskiego zakładał bliską współpracę Greków i Albańczyków i powstanie państwa dualistycznego. Swoje poglądy wyrażał w greckim czasopiśmie Pandora, a następnie w czasopismach: Bashkimi i Shqiptarëvet i Albania. W rękopisie pozostawił trzy słowniki: grecko-albański, albańsko-grecki i włosko-grecko-albański. Zmarł w Egipcie na chorobę nowotworową krtani. 
Imię Thimi Mitko noszą ulice w Tiranie i w Korczy, a także biblioteka w Korczy. W 1924 ukazała się biografia Thimi Mitko, autorstwa Gjergj Pekmeziego, kolejną biografię wydał w 1962 Qemal Haxhihasani.